# Newcastle Entertainment Centre
Das Newcastle Entertainment Centre ist eine Multifunktionsarena in der Newcastle Showground, Brown Road in Broadmeadow, im australischen Bundesstaat New South Wales.